# Mark Wood (actor)
Mark Wood (6 de junio de 1968) es un actor y director de cine pornográfico estadounidense.

## Primeros años
Wood asistió a un colegio en California dentro del Programa de beca atlética en Tenis de la Universidad de Nevada, Las Vegas y de la Universidad de Loyola Marymount en Los Ángeles. Tiene una Maestría en Administración de empresas en finanzas. Trabajó también en los casinos en Las Vegas antes de trabajar en el porno.

## Carrera
Wood entró en la industria del cine para adultos en abril de 1998, a la edad de 29. Junto a su esposa Francesca Le, son los dueños de la compañía de producción "LeWood Productions" para las cuales trabajan como directores y actores. La empresa fue distribuida por ''Exquisite Multimedia'' y ''Juicy Entertainment'', y a partir de 2012, se unió a la lista de Evil Angel.

## Vida personal
Wood se casó con Francesca Le el 4 de mayo de 2001.

## Premios
- 2004 Premio XRCO – Escena grupal – Flesh Hunter 5 (con Taylor Rain, Arnold Schwarzenpecker, John Strong & Trent Tesoro)[4]
- 2007 Premio XRCO – Leñador Anónimo (Unsung Swordsman)[5]
- 2010 Salón de la Fama de AVN[6]
- 2014 Salón de la Fama de XRCO[7]